# Occidenchthonius duecensis
Occidenchthonius duecensis é uma espécie de pseudoescorpião descoberta na gruta do Soprador do Carvalho, em Penela, no distrito de Coimbra, em Portugal